# Педро Лопес де Аяла
Педро Лопес от Аяла (на испански: Pedro López de Ayala, 1332 – 1407) е испански държавник, поет и летописец.
Като кралски служител в Кастилия той служи на Петър Жестокия, Хенри II, Йоан I и Хенри III, издигайки се до канцлер на Кастилия (1398 – 1407). Най-известен е със своята хроника за управлението на четиримата царе, на които е служил; избягвайки фантастичните интерпретации на по-ранните историци, той пише с точност и реализъм. Неговите Cronicas са една от най-ранните и полезни истории на Испания. Също така написва сатиричната поема Rimado de Palacio за социалните и политически проблеми на своята епоха. Превежда Ливий, Бокачо и други.